# خرم‌آباد (کردکوی)
خرم‌آباد روستایی از توابع بخش مرکزی شهرستان کردکوی در استان گلستان ایران است.

## جمعیت
این روستا در دهستان سدن‌رستاق غربی قرار دارد و براساس سرشماری مرکز آمار ایران در سال ۱۳۸۵، جمعیت آن ۲۷۷ نفر (۷۲خانوار) بوده‌است.